# Komesarac
Komesarac is een plaats in de gemeente Cetingrad in de Kroatische provincie Karlovac. De plaats telt 182 inwoners (2001).